# Ida Da Poian
Ida Da Poian, född 5 maj 1946, är en italiensk bågskytt. Hon deltog vid olympiska sommarspelen 1976.